# Hurt Locker (сингл)
«Hurt Locker» — промо-сингл американського репера Xzibit, оприлюднений 10 грудня 2009 р. й виданий на iTunes 22 червня 2010 р. Пісня мала увійти до студійного альбому MMX (позначає римськими цифрами «2010»), платівки яку врешті-решт перейменували на Napalm. Проте цього так і не сталося.
Композиція містить семпл інструментального вступу треку 1976 р. «Foreplay/Long Time» рок-гурту Boston та короткий семпл з хіта Beastie Boys 1992 р. «So What'cha Want». 17 червня 2010 відбулась прем'єра відеокліпу. Режисер: Метт Алонцо.

## Список пісень
| #  | Назва                 | Тривалість |
| -- | --------------------- | ---------- |
| 1. | «Hurt Locker» (Main)  | 4:21       |
| 2. | «Hurt Locker» (Clean) | 4:21       |
| 3. | «Hurt Locker» (Video) | 4:21       |